# Jacamar de capell blau
El jacamar de capell blau (Galbula cyanescens) és una espècie d'ocell de la família dels galbúlids (Galbulidae) que habita boscos de ribera de l'est del Perú, nord de Bolívia i oest del Brasil.